# Абайський сільський округ (Турара Рискулова район)
Аба́йський сільський округ (каз. Абай ауылдық округі, рос. Абайский сельский округ) — адміністративна одиниця у складі району Турара Рискулова Жамбильської області Казахстану. Адміністративний центр — село Єнбекші.
Населення — 2052 особи (2021; 1827 у 2009, 1763 у 1999, 1810 у 1989).
Станом на 1989 рік існувала Абайська сільська рада (села Єнбекші, Кокарик). 1997 року Абайський сільський округ був ліквідований та приєднаний до складу Каракистацького сільського округу, однак 2002 року він був відновлений.

## Склад
До складу округу входять такі населені пункти:
| Населений пункт | Старі назви | Населення, осіб (1989) | Населення, осіб (1999) | Населення, осіб (2009) | Населення, осіб (2021) |
| --------------- | ----------- | ---------------------- | ---------------------- | ---------------------- | ---------------------- |
| Єнбекші, село   | -           | 1016                   | 943                    | 960                    | 1120                   |
| Кокарик, село   | -           | 794                    | 820                    | 867                    | 932                    |